# Pastor Maldonado
Pastor Rafael Maldonado Motta (* 9. März 1985 in Maracay) ist ein venezolanischer Automobilrennfahrer. Er fuhr von 2007 bis 2010 in der GP2-Serie und gewann 2010 den Meistertitel. Von 2011 bis 2013 startete er für Williams in der Formel 1 und gewann beim Großen Preis von Spanien 2012 sein einziges Rennen. 2014 und 2015 trat er dort für Lotus an. Sein Cousin Manuel Maldonado ist ebenfalls Rennfahrer.

## Karriere

### Anfänge im Motorsport (1993–2006)
Seine ersten Erfahrungen im Formelsport sammelte Maldonado, der von 1993 bis 2002 im Kartsport aktiv war, 2003 in Italien. Er fuhr dort in der italienischen Formel Renault und erzielte den siebten Rang in der Fahrerwertung. Mit seinem Team Cram Competition nahm er auch am Rennen der deutschen Formel Renault in Oschersleben und an einigen Rennen des Formel Renault 2.0 Eurocups teil. Nach der Saison entschied er die Winterserie der italienischen Formel Renault für sich. 2004 fuhr Maldonado sowohl in der italienischen Formel Renault als auch im Formel Renault 2.0 Eurocup. Er gewann die italienische Formel Renault mit acht Siegen und sechs Pole-Positionen in 17 Starts. Im Formel Renault 2.0 Eurocup belegte er mit zwei Siegen den achten Platz. Darüber hinaus nahm er an zwei Rennen des Formel Renault V6 Eurocups teil.
Im November 2004 erhielt Maldonado die Chance zu einem Test mit dem Formel-1-Team Minardi. Teamgründer Giancarlo Minardi äußerte sich positiv zu den Fahrleistungen Maldonados. Zu einem Wechsel kam es zum Ärger Minardis jedoch nicht, da Renault Maldonado in ihr Förderprogramm aufnahm.
2005 fuhr Maldonado in keiner Rennserie eine volle Saison. Er absolvierte vier Starts in der italienischen Formel 3000 mit dem Team Sighinolfi Auto Racing und gewann ein Rennen. Dies trug ihm den neunten Gesamtrang ein. Außerdem fuhr er in der Formel Renault 3.5 für den französischen Rennstall DAMS. Nachdem er es unterlassen hatte, an einer Unfallstelle in Monaco trotz entsprechender Warnflaggen langsam vorbeizufahren und er einen Streckenposten schwer verletzt hatte, wurde er für vier Rennen gesperrt. Maldonado durfte daher nur bei acht Rennen starten und belegte am Saisonende den 25. Gesamtrang.
2006 fuhr Maldonado mit dem Team Draco Racing eine volle Saison in der Formel Renault 3.5. Er erzielte drei Siege, sechs weitere Podiumsplätze und fünf Pole-Positionen und belegte zum Saisonende den dritten Rang in der Fahrerwertung. Der Titelgewinn blieb ihm versagt, da er nach dem eigentlich gewonnenen Rennen in Misano wegen eines technischen Verstoßes disqualifiziert wurde. Die aberkannten 15 Punkte hätten für den ersten Platz vor Alx Danielsson und Borja García gereicht.

### GP2-Serie (2007–2010)
Die Leistungen Maldonados in der Formel Renault 3.5 brachten ihm Aufmerksamkeit der GP2-Serie-Teams ein. Nach einem erfolgreichen Test Ende 2006 unterschrieb er für 2007 einen Vertrag mit Trident Racing, wo er Teamkollege von Kōhei Hirate wurde. Bereits in seinem vierten Rennen in Monaco feierte er seinen ersten Sieg. Die letzten vier Rennwochenenden musste Maldonado wegen eines Schlüsselbeinbruchs aussetzen. Insgesamt reichte es deshalb trotz eines weiteren Podiumsplatzes nur für den elften Platz in der Gesamtwertung. Außerdem startete Maldonado bei zwei Rennen der Euroseries 3000, der ehemaligen italienischen Formel 3000, von denen er eins für sich entschied.
2008 wechselte Maldonado zu Piquet Sports. Nachdem Maldonado zur Saisonmitte zwei Pole-Positions und zwei Podest-Platzierungen, unter anderem ein zweiter Platz bei dem prestigeträchtigen Rennen in Monaco, errungen hatte, startete er drei Rennwochenenden vor Schluss eine Aufholjagd: Mit vier Podest-Platzierungen, unter anderem ein Sieg beim Sprintrennen in Spa-Francorchamps, in den letzten sechs Rennen verbesserte sich Maldonado auf den fünften Platz in der Fahrerwertung. Des Weiteren nahm er an einem Rennen der Euroseries 3000 teil und entschied dieses für sich.

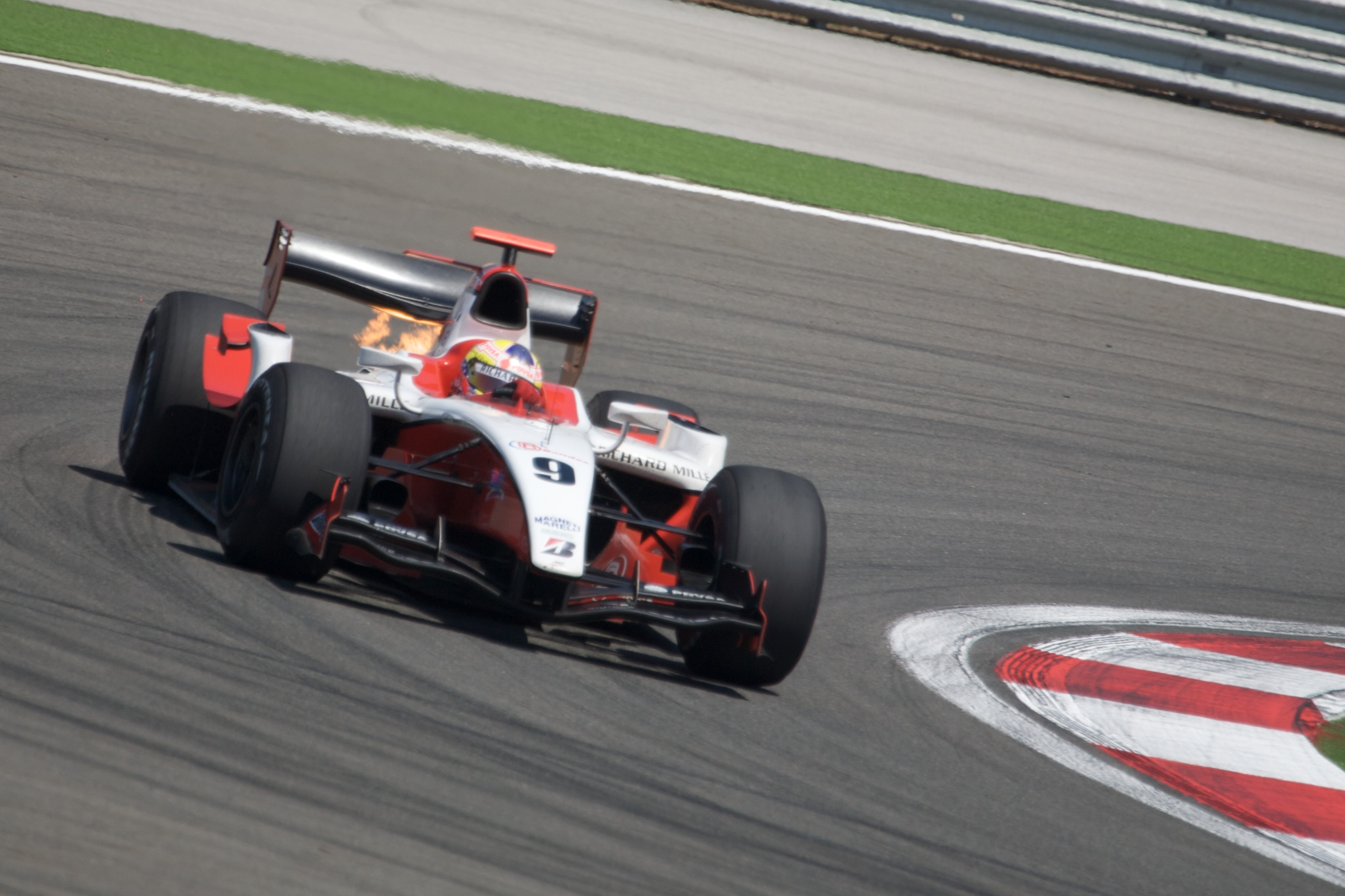
Maldonado in der GP2-Serie 2009 in Istanbul

In der Saison 2009 ging Maldonado zusammen mit dem Deutschen Nico Hülkenberg für ART Grand Prix an den Start. Außerdem startete Maldonado für sein neues Team an drei Rennwochenenden der GP2-Asia-Serie-Saison 2008/2009, in der er sich das Cockpit mit seinem Teamkollegen Hülkenberg teilte. Mit einem zweiten Platz in Sepang belegte Maldonado den 15. Platz in der Gesamtwertung. In der Hauptserie beendete er die ersten acht Rennen allesamt in den Punkten und gewann zwei Rennen. Im weiteren Saisonverlauf erzielte er nur bei zwei weiteren Rennen Punkte und belegte am Saisonende den sechsten Gesamtrang. Sein Teamkollege Hülkenberg gewann den Meistertitel. Wie schon in den Jahren zuvor, absolvierte Maldonado erneut ein Rennwochenende in der Euroseries 3000 und erzielte abermals einen Sieg.
2010 bestritt Maldonado seine vierte Saison in der GP2-Serie. Als Teamkollege von Luiz Razia startet er für das Rapax Team, für das er bereits 2008 unter dem Namen Piquet Sports angetreten war. Nachdem er bei den Testfahrten vor der Saison einige Bestzeiten erzielt hatte, ging er als einer der Favoriten auf den Titelgewinn in die Saison. Nachdem er bereits zwei Podest-Platzierungen erzielt hatte, übernahm er mit einem Sieg beim dritten Rennwochenende in Istanbul die Führung in der Fahrerwertung. Bei den darauf folgenden Rennwochenenden in Valencia, Silverstone, Hockenheim, Mogyoród und Spa-Francorchamps entschied Maldonado jeweils die Hauptrennen für sich und wurde damit zum ersten GP2-Piloten, der sechs Hauptrennen in Folge gewann. Ein Rennwochenende vor Saisonende sicherte er sich den Meistertitel vor Sergio Pérez. Im Anschluss an die GP2-Saison nahm Maldonado für Williams und HRT an insgesamt vier Formel-1-Testtagen teil.

### Formel 1 (2011–2015)

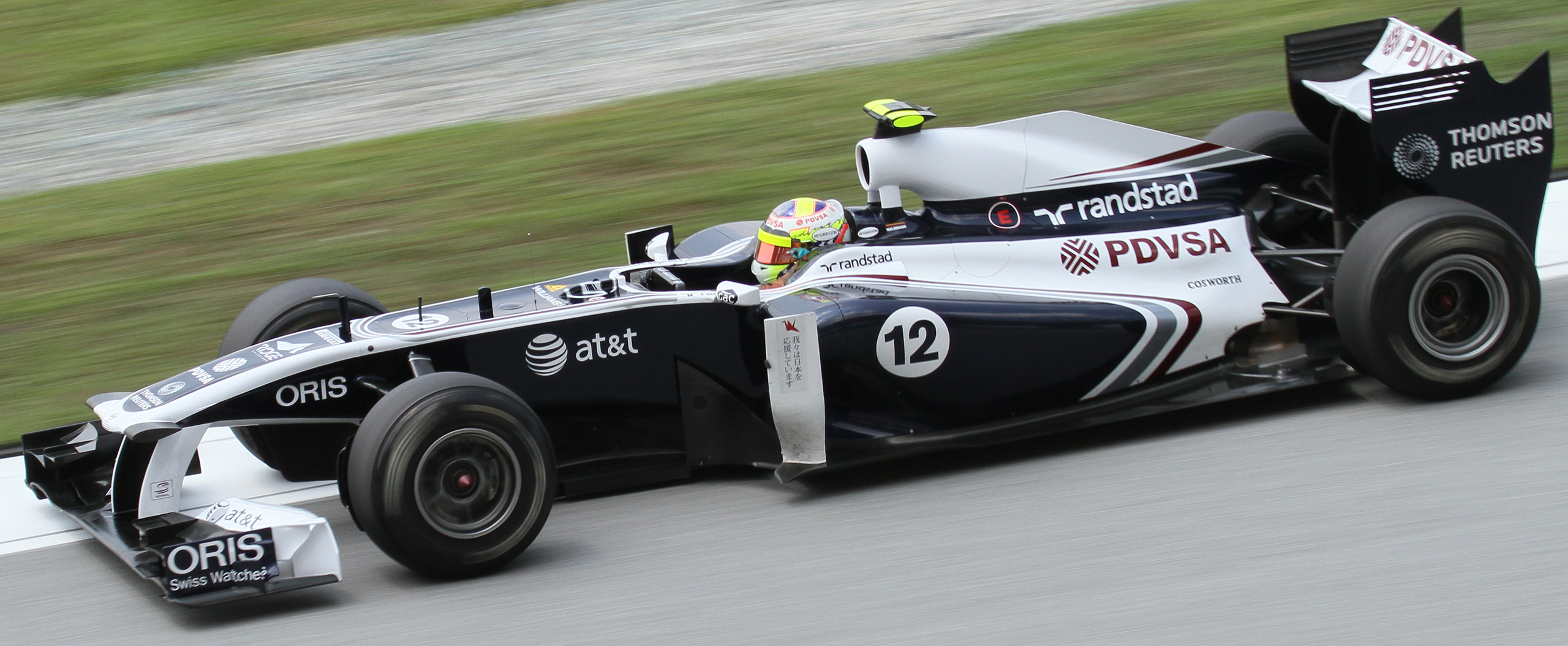
Maldonado im Williams beim Großen Preis von Malaysia

In der Saison 2011 fuhr Maldonado als Teamkollege des routinierten Rubens Barrichello für Williams in der Formel 1. Er ersetzte beim britischen Rennstall seinen ehemaligen GP2-Teamkollegen Hülkenberg. Als Sponsor brachte Maldonado den staatlichen venezolanischen Erdölkonzern Petróleos de Venezuela, der ihn auch schon in der GP2-Serie gefördert hatte, mit zu Williams. Beim Großen Preis von Spanien gelang Maldonado zum ersten Mal der Sprung ins letzte Qualifying-Segment. Im Rennen erreichte er von Platz 9 startend den 15. Platz. Ein Rennen später in Monaco kam Maldonado erneut ins dritte Qualifying-Segment. Im Rennen lag er bis zu einer Kollision in der Schlussphase mit Lewis Hamilton in der Führungsrunde und war auf Punktekurs. Er schied aus und wurde als 18. gewertet. In Belgien erzielte er als Zehnter schließlich seinen einzigen Saisonpunkt. Er beendete die Saison auf dem 19. Platz der Gesamtwertung. Teamintern unterlag er Barrichello, der mit vier Punkten 17. wurde.
2012 bestritt Maldonado seine zweite Saison für Williams. Petróleos de Venezuela verlängerte ebenfalls den Sponsoringvertrag mit Williams. Im ersten Rennen in Australien lag er in der Schlussphase auf dem sechsten Platz und damit auf Punktekurs. In der letzten Runde drehte er sich allerdings nach einem Fahrfehler in die Streckenbegrenzung. Er wurde noch als 13. gewertet. Beim Großen Preis von China erzielte er schließlich mit einem achten Platz, der seine bis dahin beste Platzierung war, seine ersten Punkte in der Saison. Beim Europaauftakt in Spanien fuhr Maldonado im Qualifying die zweitschnellste Runde hinter Hamilton. Da dieser aufgrund eines Verstoßes gegen das Reglement jedoch nachträglich aus der Wertung genommen wurde, erhielt Maldonado den ersten Startplatz und somit seine erste Pole-Position in der Formel 1. Er ist damit der erste Venezolaner, der eine Formel-1-Pole-Position erzielte. Im Rennen gelang es ihm, nachdem er die erste Position in der Anfangsphase an Fernando Alonso verloren hatte, die Führung im Rennen nach einem Boxenstopp zurückzuholen, und er hielt Alonso bis zum Ende hinter sich. Er erzielte seinen ersten Formel-1-Sieg im 24. Rennen. Maldonado wurde damit zum ersten venezolanischen Formel-1-Grand-Prix-Sieger.
Beim Großen Preis von Europa war Maldonado in der Schlussphase mit Hamilton im Duell um den dritten Platz. In der zweitletzten Runde berührten sich die beiden. Während das Rennen für Hamilton beendet war, erreichte Maldonado noch auf dem zehnten Platz das Ziel. Er wurde jedoch nach dem Rennen mit einer Durchfahrtsstrafe belegt und fiel auf den zwölften Platz zurück. Ein Rennen später in Großbritannien wurde Maldonado nach einer Kollision mit Pérez verwarnt. Am Saisonende belegte er den 15. Platz in der Weltmeisterschaft. Der Sieg in Spanien blieb seine einzige Podest-Platzierung. Teamintern setzte er sich mit 45 zu 31 Punkten gegen Bruno Senna durch.
2013 blieb Maldonado eine weitere Saison bei Williams. Nachdem er in der ersten Saisonhälfte ohne Punkte geblieben war, erzielte er beim Großen Preis von Ungarn als Zehnter seinen einzigen Punkt für Williams. Er wurde 18. in der Fahrerwertung und unterlag teamintern Valtteri Bottas mit einem zu vier Punkten.

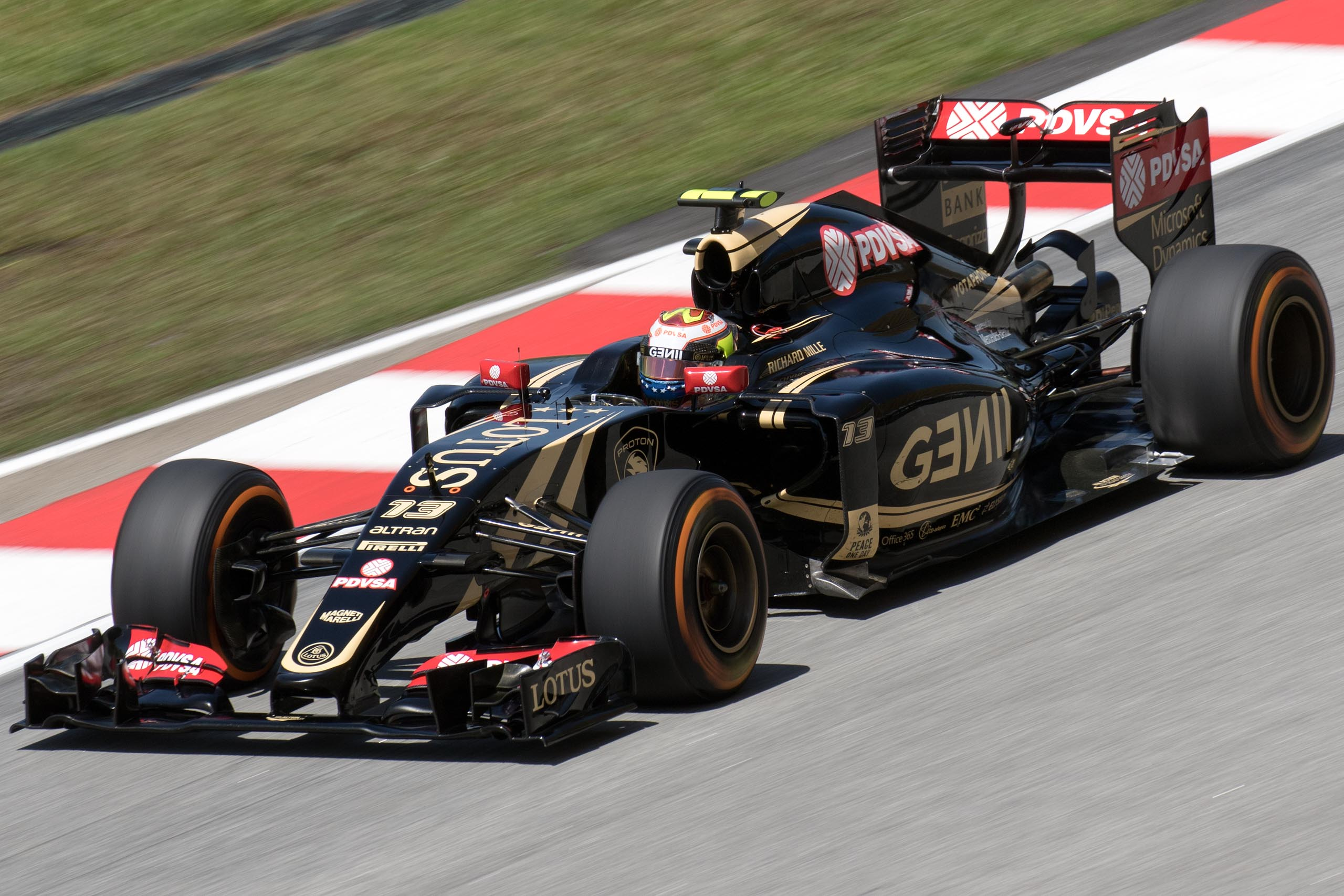
Pastor Maldonado 2015 im Lotus

2014 wechselte Maldonado zu Lotus, wo er Teamkollege von Romain Grosjean wurde. Bei der Einführung der permanenten Formel-1-Startnummern wählte er die 13 und wurde somit der zweite Fahrer der Formel-1-Geschichte, der mit dieser Startnummer ein Rennen bestritt. Zuvor startete lediglich der Mexikaner Moisés Solana beim Großen Preis von Mexiko 1963 mit dieser Nummer. Die Nummer 13 wurde nach mehreren tödlichen Motorsportunfällen in der Vorkriegszeit als unglücksbringend angesehen und in der Regel nicht mehr vergeben. Ein neunter Platz beim Großen Preis der USA war Maldonados einzige Punkteplatzierung der Saison, die er auf dem 16. Gesamtrang beendete. 2015 bildeten Maldonado und Grosjean erneut das Lotus-Fahrerduo. Maldonado unterlag seinem Teamkollegen mit 27 zu 51 Punkten und erreichte den 14. Platz in der Fahrerweltmeisterschaft. Es war seine bis dahin beste Gesamtplatzierung in der Formel 1.
Obwohl Maldonado bis zum Ende der Saison 2016 bei Lotus unter Vertrag stand, gab er wenige Wochen vor Saisonbeginn bekannt, die Saison 2016 nicht als Stammpilot für das Team zu bestreiten. Als Grund für die vorzeitige Trennung galten wirtschaftliche Schwierigkeiten seines Sponsors Petróleos de Venezuela.
2018 fuhr Maldonado in der LMP2-Klasse der Langstrecken-Weltmeisterschaft (WEC) wo er in der Fahrerwertung den 12. Platz in der LMP-Kategorie bzw. den dritten Rang in der LPM2-Klasse erlangte.

## Persönliches
Maldonado ist mit der Sängerin und Journalistin Gabriella Tarkany liiert. Die beiden leben in Italien.

## Statistik

### Karrierestationen
| - 1993–2002: Kartsport - 2003: Italienische Formel Renault (Platz 7) - 2003: Deutsche Formel Renault (Platz 43) - 2003: Formel Renault 2.0 Eurocup (Platz 28) - 2003: Italienische Formel Renault, Winterserie (Meister) - 2004: Italienische Formel Renault (Meister) - 2004: Formel Renault 2.0 Eurocup (Platz 8) - 2004: Formel Renault V6 Eurocup (Platz 21) - 2005: Italienische Formel 3000 (Platz 9) | - 2005: Formel Renault 3.5 (Platz 25) - 2006: Formel Renault 3.5 (Platz 3) - 2007: GP2-Serie (Platz 11) - 2007: Euroseries 3000 (Platz 11) - 2008: GP2-Serie (Platz 5) - 2008: Euroseries 3000 (Platz 12) - 2008: International GT Open (Platz 32) - 2009: GP2-Asia-Serie (Platz 15) - 2009: GP2-Serie (Platz 6) | - 2009: Euroseries 3000 (Platz 10) - 2010: GP2-Serie (Meister) - 2010: Formel 1 (Testfahrer) - 2011: Formel 1 (Platz 19) - 2012: Formel 1 (Platz 15) - 2013: Formel 1 (Platz 18) - 2014: Formel 1 (Platz 16) - 2015: Formel 1 (Platz 14) |

### Statistik in der Formel-1-Weltmeisterschaft
Diese Statistik umfasst alle Teilnahmen des Fahrers an der Formel-1-Weltmeisterschaft.

#### Grand-Prix-Siege
- 2012:  Spanien (Barcelona)

#### Gesamtübersicht
| Saison | Team             | Chassis          | Motor                 | Rennen | Siege | Zweiter | Dritter | Poles | schn. Rennrunden | Punkte | WM-Pos. |
| ------ | ---------------- | ---------------- | --------------------- | ------ | ----- | ------- | ------- | ----- | ---------------- | ------ | ------- |
| 2011   | AT&T Williams    | Williams FW33    | Cosworth 2.4 V8       | 19     | –     | –       | –       | –     | –                | 1      | 19.     |
| 2012   | Williams F1 Team | Williams FW34    | Renault 2.4 V8        | 20     | 1     | –       | –       | 1     | –                | 45     | 15.     |
| 2013   | Williams F1 Team | Williams FW35    | Renault 2.4 V8        | 19     | −     | −       | −       | −     | −                | 1      | 18.     |
| 2014   | Lotus F1 Team    | Lotus E22        | Renault 1.6 V6 Turbo  | 18     | −     | −       | −       | −     | −                | 2      | 16.     |
| 2015   | Lotus F1 Team    | Lotus E23 Hybrid | Mercedes 1.6 V6 Turbo | 19     | −     | −       | −       | −     | −                | 27     | 14.     |
| Gesamt | Gesamt           | Gesamt           | Gesamt                | 95     | 1     | –       | –       | 1     | –                | 76     |         |

#### Einzelergebnisse
| Saison | 1   | 2   | 3   | 4   | 5   | 6   | 7  | 8   | 9  | 10  | 11  | 12 | 13  | 14 | 15  | 16  | 17 | 18  | 19  | 20 |
| ------ | --- | --- | --- | --- | --- | --- | -- | --- | -- | --- | --- | -- | --- | -- | --- | --- | -- | --- | --- | -- |
| 2011   |     |     |     |     |     |     |    |     |    |     |     |    |     |    |     |     |    |     |     |    |
| DNF    | DNF | 18  | 17  | 15  | 18* | DNF | 18 | 14  | 14 | 16  | 10  | 11 | 11  | 14 | DNF | DNF | 14 | DNF |     |    |
| 2012   |     |     |     |     |     |     |    |     |    |     |     |    |     |    |     |     |    |     |     |    |
| 13*    | 19* | 8   | DNF | 1   | DNF | 13  | 12 | 16  | 15 | 13  | DNF | 11 | DNF | 8  | 14  | 16  | 5  | 9   | DNF |    |
| 2013   |     |     |     |     |     |     |    |     |    |     |     |    |     |    |     |     |    |     |     |    |
| DNF    | DNF | 14  | 11  | 14  | DNF | 16  | 11 | 15  | 10 | 17  | 14  | 11 | 13  | 16 | 12  | 11  | 17 | 16  |     |    |
| 2014   |     |     |     |     |     |     |    |     |    |     |     |    |     |    |     |     |    |     |     |    |
| DNF    | DNF | 14  | 14  | 15  | DNS | DNF | 12 | 17* | 12 | 13  | DNF | 14 | 12  | 16 | 18  | 9   | 12 | DNF |     |    |
| 2015   |     |     |     |     |     |     |    |     |    |     |     |    |     |    |     |     |    |     |     |    |
| DNF    | DNF | DNF | 15  | DNF | DNF | 7   | 7  | DNF | 14 | DNF | DNF | 12 | 8   | 7  | 8   | 11  | 10 | DNF |     |    |

| Legende  | Legende            | Legende                                                          |
| Farbe    | Abkürzung          | Bedeutung                                                        |
| -------- | ------------------ | ---------------------------------------------------------------- |
| Gold     | –                  | Sieg                                                             |
| Silber   | –                  | 2. Platz                                                         |
| Bronze   | –                  | 3. Platz                                                         |
| Grün     | –                  | Platzierung in den Punkten                                       |
| Blau     | –                  | Klassifiziert außerhalb der Punkteränge                          |
| Violett  | DNF                | Rennen nicht beendet (did not finish)                            |
| Violett  | NC                 | nicht klassifiziert (not classified)                             |
| Rot      | DNQ                | nicht qualifiziert (did not qualify)                             |
| Rot      | DNPQ               | in Vorqualifikation gescheitert (did not pre-qualify)            |
| Schwarz  | DSQ                | disqualifiziert (disqualified)                                   |
| Weiß     | DNS                | nicht am Start (did not start)                                   |
| Weiß     | WD                 | zurückgezogen (withdrawn)                                        |
| Hellblau | PO                 | nur am Training teilgenommen (practiced only)                    |
| Hellblau | TD                 | Freitags-Testfahrer (test driver)                                |
| ohne     | DNP                | nicht am Training teilgenommen (did not practice)                |
| ohne     | INJ                | verletzt oder krank (injured)                                    |
| ohne     | EX                 | ausgeschlossen (excluded)                                        |
| ohne     | DNA                | nicht erschienen (did not arrive)                                |
| ohne     | C                  | Rennen abgesagt (cancelled)                                      |
| ohne     | keine WM-Teilnahme |                                                                  |
| sonstige | P/fett             | Pole-Position                                                    |
| sonstige | 1/2/3/4/5/6/7/8    | Punktplatzierung im Sprint-/Qualifikationsrennen                 |
| sonstige | SR/kursiv          | Schnellste Rennrunde                                             |
| sonstige | *                  | nicht im Ziel, aufgrund der zurückgelegten Distanz aber gewertet |
| sonstige | ()                 | Streichresultate                                                 |
| sonstige | unterstrichen      | Führender in der Gesamtwertung                                   |

### Le-Mans-Ergebnisse
| Jahr | Team        | Fahrzeug | Teamkollege      | Teamkollege       | Platzierung | Ausfallgrund |
| ---- | ----------- | -------- | ---------------- | ----------------- | ----------- | ------------ |
| 2018 | DragonSpeed | Oreca 07 | Roberto González | Nathanaël Berthon | Rang 9      |              |
| 2019 | DragonSpeed | Oreca 07 | Roberto González | Anthony Davidson  | Ausfall     | Unfall       |